# Palácios imperiais do Palatino

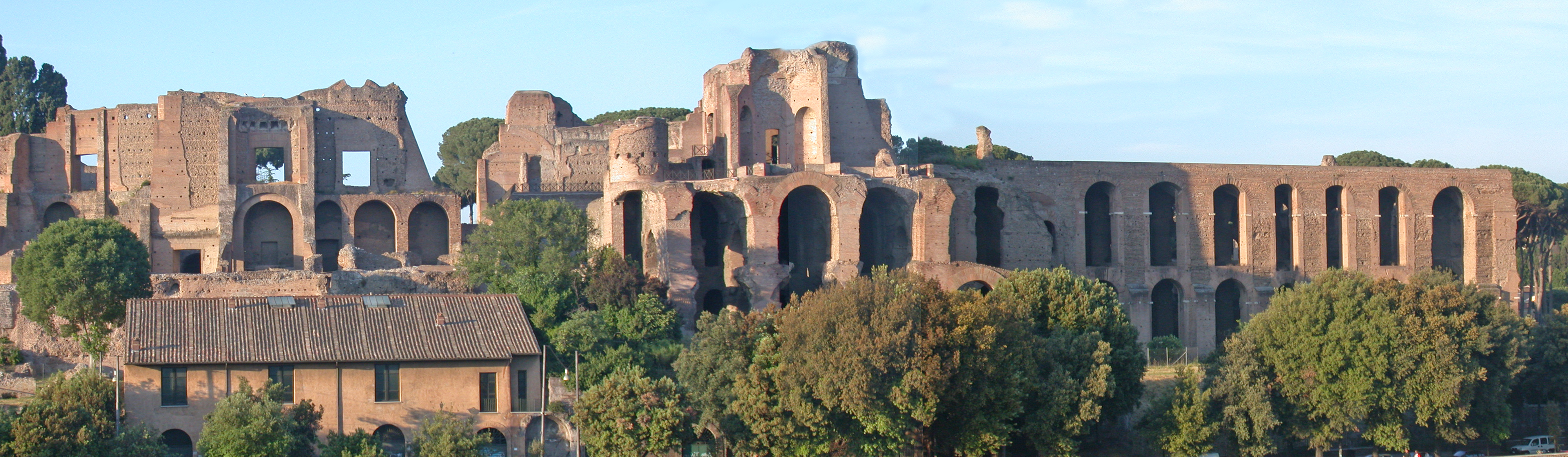
Ruínas no Palatino

Os palácios imperiais do Palatino são um conjunto de palácios erigido no monte Palatino, em Roma. O mais antigo deles foi erguido ainda sob o imperador Augusto (r. 27 a.C.–14 d.C.) e foi mais modesto em relação aos palácios subsequentes. Sob Tibério (r. 14–37), houve outro palácio e um terceiro foi feito pela dinastia flaviana (r. 69–96); este último foi expandido e modificado por vários imperadores, incluindo Sétimo Severo (r. 193–211). Nero (r. 54–68) erigiu sua Casa Dourada nas cercanias e esta cobriu parte do Palatino.